# Marco Antonio Reves
Marco Antonio Reves (Villanueva de Sigena,  ¿? - Zaragoza, 26 de noviembre de 1598) fue un religioso español del siglo XVI.

## Biografía
Era natural de Villanueva de Sigena, lo que ha llevado a algunos autores a especular su relación otras apariciones locales del apellido Reves, sea debido al seudónimo usado por el sigenense Miguel Servet, registros familiares de la localidad que muestran su uso por una familia local o a una torre de Revés mencionada en textos del monasterio de Sigena. Algunos autores lo llaman por ello Marco Antonio Serveto de Revés siguiendo el uso de la familia sigenense.
Estudió en el colegio mayor de Santiago de la universidad de Huesca desde junio de 1575, doctorándose en ambos derechos y siendo catedrático de cánones en la misma universidad. Fue posteriormente servidor del arzobispado de Zaragoza (1579) y canónigo de La Seo de Zaragoza.
En 1586 fue propuesto para abad del monasterio de Montearagón. Este, en tiempos rico y con jurisdicción eclesiástica y temporal sobre múltiples localidades, había sido separado de sus propiedades y abandonado para crear los múltiples obispados de nuevo cuño creados durante las reformas eclesiásticas de Felipe II y había estado sin abad desde 1574. Confirmado por el papa en 1587, Marco Antonio tuvo la tarea de reconstituir el monasterio como institución.
Marco Antonio fue reconocido como señor temporal de las vecinas localidades de Quicena, Tierz y Fornillos, si bien esto suponían rentas de apenas 1000 escudos, pequeña fracción de lo que había gestionado el monasterio antiguamente, y dio comienzo a un largo conflicto para intentar recuperar otras antiguas propiedades del monasterio que se prorrogarían durante las décadas siguientes. Marco Antonio también construyó las casas en Huesca que desde entonces sirvieron de residencia al abad cuando no estaba en el monasterio y a los enfermos. En 1593 fue elegido diputado a las Cortes de Aragón por el brazo eclesiástico.
Logró también del papa la autorización para recrear un cabildo de canónigos lateranenses con monjes del monasterio de Santa Cristina del Somport. La refundación del monasterio supuso numerosos pleitos y gestiones con Roma y la corte, ante la oposición del obispo de Huesca, gran beneficiado de la desaparición del poder del monasterio. Contó en cambio con el apoyo en Italia de Pedro de Zayas, que luego sería otro de los monjes más destacados del monasterio.
Falleció en Zaragoza el 26 de noviembre de 1598.